# Río Cuyuní
Le río Cuyuní est une rivière limitrophe du nord de la Guyana et de l'est du Venezuela, et un affluent du Mazaruni, donc un sous-affluent du fleuve l'Essequibo.
Le Rio Cuyuni délimite le territoire contesté du Guayana Esequiba sur 100km.

## Histoire
En 1681, une île à l'embouchure du Cuyuni a été défrichée et cultivée avec du manioc par les garnisons hollandaises. En 1694, une nouvelle plantation sur le Cuyuni au-dessus du fort a été établi. En 1703, un poste avancé a été établi dans la savane Pariacot.
Le 2 janvier 1895, « l'incident du  Rio Cuyuni » ainsi nommé par le général Domingo Antonio Sifontes, était un affrontement armé entre Vénézuéliens et Britanniques dans la zone à cause d'un différend territorial  entre  le Vénézuela et la Guyane britannique, lequel le général Sifontes sorti vainqueur.
A l'aube, des policiers britannique conduit par l'inspecteur Barnes prirent un poste militaire vénézuélien inoccupé, situé dans la rive gauche de la rivière.
Les hommes de Barnes hissèrent le drapeau britannique pendant une journée.
Le Capitaine Andrès Avelino Dominguez, commandant en second de Sifontes, a été envoyé pour récupérer la position. Le résultat a été le retrait des britanniques et la capture de Barnes et de ses hommes, qui ont été mis au poste de police principal, ce qui a accru les tensions entre les deux pays au milieu du crise interne au vénézuela.

## Peuplements
La rivière attire l'exploitation minière sous la forme de dragage. L'Activité minière illégale se produit également sur les rives de la rivière. L'exploitation de mines exacerbe les problèmes frontaliers entre le Guyana et le Vénézuela.
La mine d'Aurora est une importante exploitation minière sur le Rio Cuuyni.
La construction d'un barrage hydroélectrique est à l'étude à Kamaria sur le Cuyuni.

## Guyana
Le peuple Kali'na vit dans la vallée du Cuyuni dont une partie se situe au Guyana.
Eteringbang est la zone frontalière avec une piste d'atterrissage. Saint Martin et Anacoco ont été l'objet d'autres litiges entre le Guyana et le Vénézuela. En 2015, GDF Forces font des surveillances depuis Eteringbang et Kaikan et d'autres points le long de la rivière.
La ville de Bartica est proche de l'embouchure du Cuyani où elle rencontre l'Essequibo et Mazaruni.